# Карлуш Лекор
Вижте пояснителната страница за други личности с името Карлуш.
Карлуш Фредерико Лекор (на португалски: Carlos Frederico Lecor) е португалски генерал и политик. Той е първият барон на Лагуна в Португалия, по-късно издигнат като виконт на Лагуна в Бразилия.
Известен е най-вече като единствения небритански генерал, който е начело на една от англо-португалските дивизии на армията на Уелингтън в Полуостровната война (7-а дивизия, в края на 1813 г.), както и че ръководи португалските сили, които нахлуват в Уругвай през 1816 г.
Фамилното му име понякога се пише като Ле Кор. По този начин то често се среща в английски източници от 19. век. Повечето испански източници го изписват като Карлос Федерико Лекор.